# 群馬県立下仁田高等学校
群馬県立下仁田高等学校（ぐんまけんりつ しもにたこうとうがっこう）は、群馬県甘楽郡下仁田町にある県立高等学校。男女共学である。
全国屈指のこんにゃくの産地であることから、かつては商業科が設置されていたが、過疎化の影響もあり2002年に廃止された。

## 沿革
- 1937年 - 下仁田町外8カ村学校組合の設立による群馬県下仁田高等家政女学校設立認可
- 1937年 - 開校
- 1940年 - 専攻科設置
- 1946年 - 家政女学校を廃止。群馬県下仁田高等女学校設置認可
- 1948年 - 群馬県下仁田高等学校と改称
- 1949年 - 設立者下仁田町外8カ村学校組合より群馬県に移管され、群馬県立下仁田高等学校となる
- 1950年 - 全日制課程1学級増（家政科1・普通科2、計3学級）定時制1学級併設
- 1963年 - 普通科1学級増（家政科1・普通科3、計4学級）定時制1学級併設
- 1971年 - 普通科1学級減・商業科1学級設置（家政科1・普通科2・商業科1、計4学級）
- 1972年 - 商業科1学級増（家政科1・普通科2・商業科2、計5学級）
- 1987年 - 定時制課程募集停止
- 1991年 - 家政科募集停止（普通科2・商業科2、計4学級）
- 1992年 - 商業科改修工事
- 1994年 - 本館改修工事
- 2002年 - 商業科募集停止（普通科2学級）
- 2006年 - 「平成18年度読書活動優秀実践校」として文部科学大臣表彰
- 2007年 - 創立70周年記念式典挙行
- 2009年 - 「下仁田ふれあいアカデミー」事業開始

## 学科
- 全日制課程
  - 普通科
    - 2年次以降はアドバンスコース、ビジネスコース、カルチャコースの3つのコースに分かれて学習する。
      - アドバンスコース - 5教科等の普通科目の授業がたくさん組まれている。
      - ビジネスコース - 商業系の授業がたくさん組まれている。
      - カルチャコース - 家庭科や芸術の授業がたくさん組まれている。

## 校章の由来
- 外部の三角形 - 上毛三山及び知・徳・体
- 三山の頂点にある9つの小さい山 - 北甘楽郡9ヶ町村（吉田・馬山・下仁田・小坂・西牧・尾沢・月形・磐戸・青倉）の学校として設置された。
- 盾のような形 - 盾形は鏑矢の鏑の部分が矢が飛んだ時に音が高く響くように作られ、合戦合図に使われる。この先端の部分を図案化したものと思われる。
- 外側の帯 - 川を表し、合わせて学校所在地が鏑川の周辺にあることを表す。

## 著名な出身者
- 井森美幸（中退→堀越学園へ転校）（タレント、歌手）
- 堀越啓仁（政治家）
- 大谷彰（お笑い芸人）